# Nick Foligno
Nick Foligno (Buffalo, Nueva York, 31 de octubre de 1987) es un jugador profesional estadounidense de hockey sobre hielo que se desempeña en la posición de extremo izquierdo en Chicago Blackhawks, equipo de la National Hockey League (NHL).

## Carrera
Fue seleccionado en la primera ronda en la NHL Entry Draft de 2006. En 2007, hizo su debut en la NHL con el equipo Ottawa Senators, en el cual jugó cinco temporadas (2007-2012), después pasó por varios equipos, Columbus Blue Jackets (2012-2020), Toronto Maple Leafs (2020-2021), Boston Bruins (2021-2023), y finalmente a Chicago Blackhawks, donde lleva jugando una temporada.